# Українбанк
«Украї́нбанк» (Український Народний Кооперативний Банк) — скорочена назва головного органу фінансування української кредитової кооперації й сільського господарства, створеного 1917 на акційних засадах у Києві під керівництвом Федора Крижанівського (голова Ради «Українбанку») і Христофора Барановського (голова Управи).

## Діяльність
Початковий капітал «Українбанку» — 1 млн карбованців (крб), одна акція — 250 крб. У липні 1918 банк випустив нові акції вартістю 2 млн крб, у кінці 1919 його акційний капітал становив вже 25 млн крб.
Акціонерами були тільки кооперативи і кооперативні союзи. «Українбанк» мав реґулювати фінанси всієї української кооперації; залучати до неї капітали з грошового ринку; підтримувати грошима кооперативну продукцію і її збут; залучати закордонний капітал на Україну; дбати про державні кредити та розподіляти їх поміж кооперативними організаціями відповідно до потреб українського народного господарства.
«Українбанк» мав свої філії у найбільших містах України (з 1919 — 16 відділень). Оборотові фонди банку в 1919 зросли до 286 млн крб.
«Українбанк» надавав чималу допомогу українським науковим, освітнім та культурним установам; серед іншого — опікувався Українським Народним Університетом у Києві, видавав стипендії студентам, підтримував українське шкільництво, перше українське Товариство «Українфільм», «Молодий Театр», «Вільний Театр», «Просвіту».

## Ліквідація
Більшовицька влада постановою від 9 грудня 1920 ліквідувала «Українбанк», а його підприємства передала центральній споживчій кооперативні організації. За воєнного комунізму всі українські кредитові кооперативи припинили свою діяльність. Кредитова кооперація була відновлена за НЕП-у, але не мала власної системи і централі, а була підпорядкована державним банковим установам.

## Інші значення

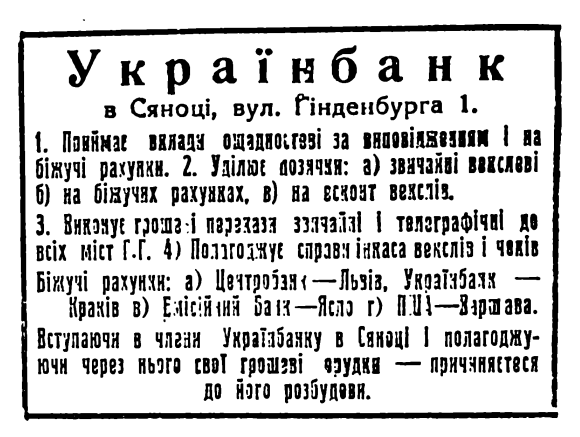
Відділок Українбанку в Сяноку на Лемківщині. 1944 рік.

Українбанк — не тільки скорочена назва першого Українського Народного Кооперативного Банку у Києві, а також назва українських кредитових кооперативів другого ступеня в Галичині між двома світовими війнами. Місця діяльності останніх: поодинокі повіти або повітові райони. Вони були своєрідними організаційно-фінансовими ланками між Центробанком у Львові та сільськими Райфайзенівськими касами. Їх завданням була організація потрібних для українського господарського життя капіталів у формі кредиту для сільського господарства і для торговельно-промислових підприємств у містах. Луцький виділ банку в 1920-х роках очолював Олександр Ковалевський.
У кінці 1938 Ревізійний Союз Українських Кооператив у Львові об'єднав 115 «Українбанків», 561 райфайзенівську касу і 12 кредитових кооператив. Усі оборотові фонди «Українбанку» в 1938 перевищували 10 млн злотих (25 з них мали понад 100 тисяч злотих).
«Українбанки» дбали про підтримку ремесла, торгівлі, промислу, а також про збут продуктів хліборобства, допомагали кредитами поліпшувати господарський добробут українського села, яке не мало доступу до державних кредитів польських банків.
Більшовицька влада в 1939 (і знову — в 1944) році ліквідувала «Українбанки», а їх майно націоналізувала. За німецької окупації 1941–1944 роців діяв 71 «Українбанк», але їх діяльність була дуже обмежена.